# Notre-Dame de Paris (1911)
Notre-Dame de Paris é um filme mudo francês de 1911, dirigido por Albert Capellani e estrelado por Henry Krauss e Stacia Napierkowska. Foi baseado no romance homônimo de Victor Hugo.

## Elenco
- Henry Krauss - Quasimodo (creditado como Henri Krauss)
- Stacia Napierkowska - Esmeralda
- René Alexandre - Phoebus de Châteaupers
- Claude Garry - Claude Frollo